# Partido Obrero Francisco Bilbao
El Partido Obrero Francisco Bilbao fue un partido político chileno. Fundado por Luis Emilio Recabarren en 1898, con elementos marxistas, intelectuales, obreros, mineros y trabajadores fiscales, intentó agrupar a un movimiento descontento del Partido Democrático.
Llevó el nombre del primer librepensador chileno, Francisco Bilbao Barquín, quien junto a su amigo Santiago Arcos Arlegui crearon en 1850 la Sociedad de la Igualdad, promoviendo la igualdad, fraternidad y libertad de las personas, siendo el primer movimiento que atentaba contra las estructuras tradicionales de la política chilena.
Formó parte de la Convención Democrática de 1891 y la Convención Revolucionaria de 1906, siendo escaso el aporte en votos en las elecciones parlamentarias en que participó, sin lograr un solo parlamentario en su historia.